# Acontia elaeoa
Acontia elaeoa là một loài bướm đêm thuộc họ Noctuidae. Loài này có ở Queensland.
Sải cánh dài khoảng 20 mm. Adults have blotchy brown forewings, each with several pale marks along the costa. The hindwings are brown, fading at the base.